# Ving Rhames
Irving Rameses Rhames (Nova Iorque, 12 de maio de 1959) é um ator norte-americano. Ficou conhecido por atuar no filme Pulp Fiction no papel de Marsellus Wallace e na franquia Missão Impossível como Luther Stickel.

## Vida Pessoal
Ving Rhames nasceu em Nova Iorque, filho de  Reatha uma dona de casa  e Rhames Ernest, um mecânico de automóveis, crescendo no bairro do Harlem. Um bom aluno, Ving entrou na New York School of Performing Arts, onde descobriu seu amor pela atuação. Após o colegial, ele estudou drama no SUNY Purchase, onde conheceu o ator Stanley Tucci, que lhe deu o apelido de "Ving". Mais tarde Rhames foi transferido para Juilliard School, onde começou sua carreira no teatro de Nova Iorque. Ele apareceu pela primeira vez na Broadway na peça The Winter Boys em 1984. Ving continuou a sua ascensão à fama por seu trabalho em telenovelas, encontrou trabalho como ator coadjuvante, e chamou a atenção do público em geral em Pulp Fiction, no papel de Marsellus Wallace.

## Trabalhos

### Filmes e Seriados
| Ano       | Título                                        | Papel                         | Notes |
| --------- | --------------------------------------------- | ----------------------------- | --- |
| 1984      | Go Tell It on the Mountain                    | Young Gabriel                 | |
| 1985      | Miami Vice                                    | Georges                       | Episódio: "The Maze" |
| 1985      | American Playhouse                            | Hector Lincoln                | Episódio: "Abrams for the Defense" |
| 1986      | Native Son                                    | Jack                          | |
| 1987      | Miami Vice                                    | Walker Monroe                 | Episódio: "Child's Play" |
| 1987      | Tour of Duty                                  | SP4 Tucker                    | Episode: "Burn Baby, Burn" |
| 1988      | Spenser: For Hire                             | Henry Brown                   | Episode: "McAllister" |
| 1988      | Patty Hearst                                  | Cinque                        | |
| 1989      | Men                                           | Charlie Hazard                | 6 episódios |
| 1989      | Casualties of War                             | Lt. Reilly                    | |
| 1989      | The Equalizer                                 | Luther Paxton                 | Episode: "Suicide Squad" |
| 1990      | The Long Walk Home                            | Herbert Cotter                | |
| 1990      | Jacob's Ladder                                | George                        | |
| 1991      | Flight of the Intruder                        | CPO Frank McRae               | |
| 1991      | Homicide                                      | Robert Randolph               | |
| 1991      | The People Under the Stairs                   | Leroy                         | |
| 1992      | Stop! Or My Mom Will Shoot                    | Mr. Stereo                    | |
| 1993      | Blood in Blood Out                            | Ivan                          | |
| 1993      | Dave                                          | Duane Stevenson               | |
| 1993      | The Saint of Fort Washington                  | Little Leroy                  | |
| 1994      | Pulp Fiction                                  | Marsellus Wallace             | |
| 1994      | Drop Squad                                    | Garvey                        | |
| 1994-1996 | ER                                            | Walter Robbins                | 8 episodes |
| 1995      | Ed McBain's 87th Precinct: Lightning          | Detective Artie Brown         | TV film |
| 1995      | New York Undercover                           | Max Villareal                 | Episode: "Olde Thyme Religion" |
| 1995      | Kiss of Death                                 | Omar                          | |
| 1995      | Deadly Whispers                               | Det. Jackson                  | TV film |
| 1996      | Mission: Impossible                           | Luther Stickell               | |
| 1996      | Striptease                                    | Shad (bodyguard)              | |
| 1997      | Dangerous Ground                              | Muki                          | |
| 1997      | Rosewood                                      | Mann                          | |
| 1997      | Con Air                                       | Nathan 'Diamond Dog' Jones    | |
| 1997      | Don King: Only in America                     | Don King                      | Telefilme Golden Globe Award for Best Actor – Miniseries or Television Film Indicado—Primetime Emmy Award for Outstanding Lead Actor in a Miniseries or a Movie Indicado—Satellite Award for Best Actor – Miniseries or Television Film Nominated—Screen Actors Guild Award for Outstanding Performance by a Male Actor in a Miniseries or Television Movie |
| 1998      | Body Count                                    | Pike                          | |
| 1998      | Out of Sight                                  | Buddy Bragg                   | |
| 1999      | Entrapment                                    | Aaron Thibadeaux              | Indicado—Blockbuster Entertainment Award for Best Supporting Actor – Action |
| 1999      | Bringing Out the Dead                         | Marcus                        | Indicado—Satellite Award for Best Supporting Actor |
| 2000      | Mission: Impossible II                        | Luther Stickell               | |
| 2000      | American Tragedy                              | Johnnie Cochran               | TV film |
| 2000      | Holiday Heart                                 | Holiday Heart                 | Telefilme Nominated—Black Reel Award for Best Actor on Television |
| 2001      | Baby Boy                                      | Melvin                        | Nominated—Black Reel Award for Best Supporting Actor |
| 2001      | UC: Undercover                                | Quito Real                    | 3 episodes |
| 2002      | Sins of the Father                            | Garrick Jones                 | Telefilme Indicado—Black Reel Award for Best Actor on Television |
| 2002      | Little John                                   | John Morgan                   | TV film |
| 2002      | Undisputed                                    | George "Iceman" Chambers      | |
| 2002      | RFK                                           | Judge Jones                   | Telefilme |
| 2002      | Dark Blue                                     | Arthur Holland                | Indicado—Black Reel Award for Best Supporting Actor |
| 2002      | The Proud Family                              | Garrett Krebs                 | Episódio: "A Hero for Halloween" |
| 2002-2003 | The District                                  | Attorney General Troy Hatcher | 5 episodes |
| 2003      | Sin                                           | Eddie Burns                   | |
| 2004      | Dawn of the Dead                              | Sgt. Kenneth Hall             | |
| 2005      | Back in the Day                               | Joseph "J-Bone" Brown         | |
| 2005      | Kojak                                         | Theo Kojak                    | 9 episodes Nominated—Black Reel Award for Best Actor on Television |
| 2005      | Animal                                        | James "Animal" Allen          | |
| 2005      | Shooting Gallery                              | Cue Ball Carl Bridgers        | |
| 2006      | Aquaman                                       | McCaffery                     | Piloto de TV |
| 2006      | Mission: Impossible III                       | Luther Stickell               | |
| 2006      | Idlewild                                      | Spats                         | |
| 2007      | Football Wives                                | Frank Wallingford             | TV pilot |
| 2007      | I Now Pronounce You Chuck and Larry           | Fred G. Duncan                | |
| 2008      | Animal 2                                      | James "Animal" Allen          | |
| 2008      | A Broken Life                                 | Vet                           | |
| 2008      | Day of the Dead                               | Capt. Rhodes                  | |
| 2008      | Saving God                                    | Armstrong Cane                | |
| 2008      | Phantom Punch                                 | Sonny Liston                  | |
| 2009      | Echelon Conspiracy                            | Agent Dave Grant              | |
| 2009      | The Bridge to Nowhere                         | Drug-dealer Nate              | |
| 2009      | Evil Angel                                    | Carruthers                    | |
| 2009      | The Tournament                                | Joshua Harlow                 | |
| 2009      | The Goods: Live Hard, Sell Hard               | Jibby Newsome                 | |
| 2009      | Surrogates                                    | O Profeta                     | |
| 2009      | Give 'Em Hell, Malone                         | Boulder                       | |
| 2010      | Operation: Endgame                            | Judgement                     | |
| 2010      | Gravity                                       | Dogg McFee                    | Série; 10 episódios |
| 2010      | Caged Animal                                  | Miles "Cain" Skinner          | |
| 2010      | Master Harold...and the Boys                  | Sam                           | |
| 2010      | Piranha 3D                                    | Deputy Fallon                 | |
| 2010      | Red Canvas                                    | Ele mesmo                     | |
| 2011      | Death Race 2                                  | R.H. Weyland                  | |
| 2011      | Soldiers of Fortune                           | Grimaud                       | |
| 2011      | The River Murders                             | Captain Langley               | |
| 2011      | Mission: Impossible – Ghost Protocol          | Luther Stickell               | Cameo |
| 2011      | Zombie Apocalypse                             | Henry                         | |
| 2011      | Mafia                                         | Renzo Wes                     | |
| 2012      | Seven Below                                   | Jack                          | |
| 2012      | Piranha 3DD                                   | Deputy Fallon                 | |
| 2012      | Won't Back Down                               | Principal Thompson            | |
| 2013      | Death Race 3: Inferno                         | R.H. Weyland                  | |
| 2013      | Monday Mornings                               | Dr. Jorge Villanueva          | 10 episodios |
| 2013      | Force of Execution                            | Ice Man                       | |
| 2014      | Jamesy Boy                                    | Conrad                        | |
| 2015      | Mission: Impossible – Rogue Nation            | Luther Stickell               | |
| 2016      | Bastards                                      |                               | |
| 2018      | Mission: Impossible – Fallout                 | Luther Stickell               | |
| 2023      | Mission: Impossible – Dead Reckoning Part One | Luther Stickell               | |
| 2023      | The Locksmith                                 | Frank                         | |
| 2024      | The Instigators                               | Frank Toomey                  | |
| 2025      | Mission: Impossible – The Final Reckoning     | Luther Stickell               | |

### Dublagens
| Ano  | Título                                | Papel          | Notes                                    |
| ---- | ------------------------------------- | -------------- | ---------------------------------------- |
| 2001 | Final Fantasy: The Spirits Within     | Ryan Whittaker | Filme animado                            |
| 2002 | Lilo & Stitch                         | Cobra Bubbles  | Filme animado                            |
| 2003 | Stitch! The Movie                     | Cobra Bubbles  | Filme animado                            |
| 2003 | Lilo & Stitch: The Series             | Cobra Bubbles  | Série animada                            |
| 2003 | Jimmy Neutron                         | Chief          | Episódio: "Operation: Rescue Jet Fusion" |
| 2003 | Mission: Impossible – Operation Surma | Luther Stickel | Video game                               |
| 2004 | Driv3r                                | Tobias Jones   | Video game                               |
| 2022 | Wendell & Wild                        | Buffalo Belzer | Filme animado                            |
| 2024 | The Garfield Movie                    | Otto           | Filme animado                            |
| 2024 | The Wild Robot                        | Thunderbolt    | Filme animado                            |